# Mahalingpur
Mahalingpur è una città dell'India di 30.861 abitanti, situata nel distretto di Bagalkot, nello stato federato del Karnataka. In base al numero di abitanti la città rientra nella classe III (da 20.000 a 49.999 persone).

## Geografia fisica
La città è situata a 16° 22' 60 N e 75° 7' 0 E e ha un'altitudine di 559 m s.l.m..

## Società

### Evoluzione demografica
Al censimento del 2001 la popolazione di Mahalingpur assommava a 30.861 persone, delle quali 15.616 maschi e 15.245 femmine. I bambini di età inferiore o uguale ai sei anni assommavano a 4.477, dei quali 2.313 maschi e 2.164 femmine. Infine, coloro che erano in grado di saper almeno leggere e scrivere erano 17.913, dei quali 10.556 maschi e 7.357 femmine.